# Episodi di Pacific Blue (quarta stagione)
La quarta stagione della serie televisiva Pacific Blue è stata trasmessa in anteprima negli Stati Uniti d'America da USA Network tra il 26 luglio 1998 e il 25 aprile 1999.
| nº | Titolo originale   | Titolo italiano          | Prima TV USA     | Prima TV Italia |
| -- | ------------------ | ------------------------ | ---------------- | --------------- |
| 1  | Glass Houses       | Una pioggia di cristalli | 26 luglio 1998   |                 |
| 2  | Treasure Hunt      | Caccia al tesoro         | 2 agosto 1998    |                 |
| 3  | Seduced            | Il fratello maggiore     | 9 agosto 1998    |                 |
| 4  | Users              | Un'amica di vecchia data | 16 agosto 1998   |                 |
| 5  | Overkill           | Un caso inquietante      | 23 agosto 1998   |                 |
| 6  | Silver Dollar      | Il dollaro d'argento     | 30 agosto 1998   |                 |
| 7  | Damaged Goods      | Merce avariata           | 4 ottobre 1998   |                 |
| 8  | Heat in the Hole   | Il sacrificio            | 11 ottobre 1998  |                 |
| 9  | Cutting Edge       | La donna del passato     | 18 ottobre 1998  |                 |
| 10 | Thrill Week        | La settimana pazza       | 29 novembre 1998 |                 |
| 11 | Broken Dreams      | Sogni infranti           | 6 dicembre 1998  |                 |
| 12 | Cruz Control       | Gioielli pericolosi      | 13 dicembre 1998 |                 |
| 13 | Save Serenity      | Vita nuova               | 10 gennaio 1999  |                 |
| 14 | Infierno           | Legami di famiglia       | 17 gennaio 1999  |                 |
| 15 | Stargazer          |                          | 24 gennaio 1999  |                 |
| 16 | Juvies             | Missione all'inferno     | 28 febbraio 1999 |                 |
| 17 | Scarlet Rose       | La rosa scarlatta        | 7 marzo 1999     |                 |
| 18 | Thicker Than Water | La testa fra le nuvole   | 21 marzo 1999    |                 |
| 19 | Near Death         | La strada del crimine    | 4 aprile 1999    |                 |
| 20 | Trust              | La resa dei conti        | 11 aprile 1999   |                 |
| 21 | Lucky 13           | La setta                 | 18 aprile 1999   |                 |
| 22 | The Right Thing    | La cosa giusta           | 25 aprile 1999   |                 |